# Bekanntmachungen für Seefahrer
Die Bekanntmachungen für Seefahrer (BfS) sind ein Informationsdienst für die Seeschifffahrt.  Die Wasserstraßen- und Schifffahrtsämter des Bundes (WSA) veröffentlichen dort kurzfristig Änderungen an Schifffahrtszeichen, Signalanlagen oder am Fahrwasserverlauf selbst. 

## Aufbau
Die Reihe der BfS wird fortlaufend nummeriert und beginnt jedes Jahr mit der Nummer 1. Die Bekanntmachung beginnt mit der Nummer, dem herausgebenden Schifffahrtsamt und dem Datum. Der folgende inhaltsbeschreibende Titel listet erst den Ort der Veränderung von groß zu klein, gefolgt vom Thema der Bekanntmachung.
Beispiel:
```
Bekanntmachung für Seefahrer 53/19                      WSA Cuxhaven, 06.06.2019
Deutschland.Nordsee.Elbe, Cuxhavener Wattengebiete. Rettungsbaken aufgestellt.
aktuell veröffentlicht:   ja
Karte(n):                 (21) 44 (INT 1452); 1610; 1220; 1240
Geografische Angabe in:   WGS 84
Geografische Lage:        Cuxhavener Wattengebiete
Gültig von:               06.06.2019
Gültig bis (einschl.):    06.06.2021
Angaben:                  Im Döser, Duhner und Sahlenburger Wattgebiet wurden
                          auf folgenden Positionen die Rettungsbaken und
                          Wegweiser wieder aufgestellt.
                          a) Rettungsbake 1           53° 54,40′ N 008° 40,07′ E
                          b) Rettungsbake 2           53° 54,90′ N 008° 38,50′ E
                          c) Rettungsbake 3           53° 54,70′ N 008° 37,50′ E
                          d) Rettungsbake 4           53° 54,00′ N 008° 36,07′ E
                          e) Rettungsbake 5           53° 52,75′ N 008° 34,90′ E
                          f) Rettungsbake 6           53° 53,00′ N 008° 34,42′ E
                          g) Rettungsbake 7           53° 53,48′ N 008° 33,80′ E
                          h) Rettungsbake 8           53° 53,90′ N 008° 32,96′ E
                          i) Roter Wegweiser          53° 54,42′ N 008° 38,23′ E
                          j) Neuwerkwegweiser         53° 53,30′ N 008° 36,70′ E

```

Der eigentliche Inhalt steht in einem großen Textfeld mit dem Feldnamen „Angaben“. Zuerst steht eine Begründung für die Maßnahme, gefolgt von der detaillierten Beschreibung der Maßnahmen, alles in Textform in einem PDF. Auch Tonnen-Namen und Positions-Koordinaten werden in Textform im Fließtext untergebracht. Eine maschinenlesbare Form gibt es nicht.
Pro Jahr werden im Bereich des WSA Hamburg ungefähr 100 Bekanntmachungen herausgegeben.

## Veröffentlichung
Die Bekanntmachungen werden als PDF im Internet veröffentlicht.

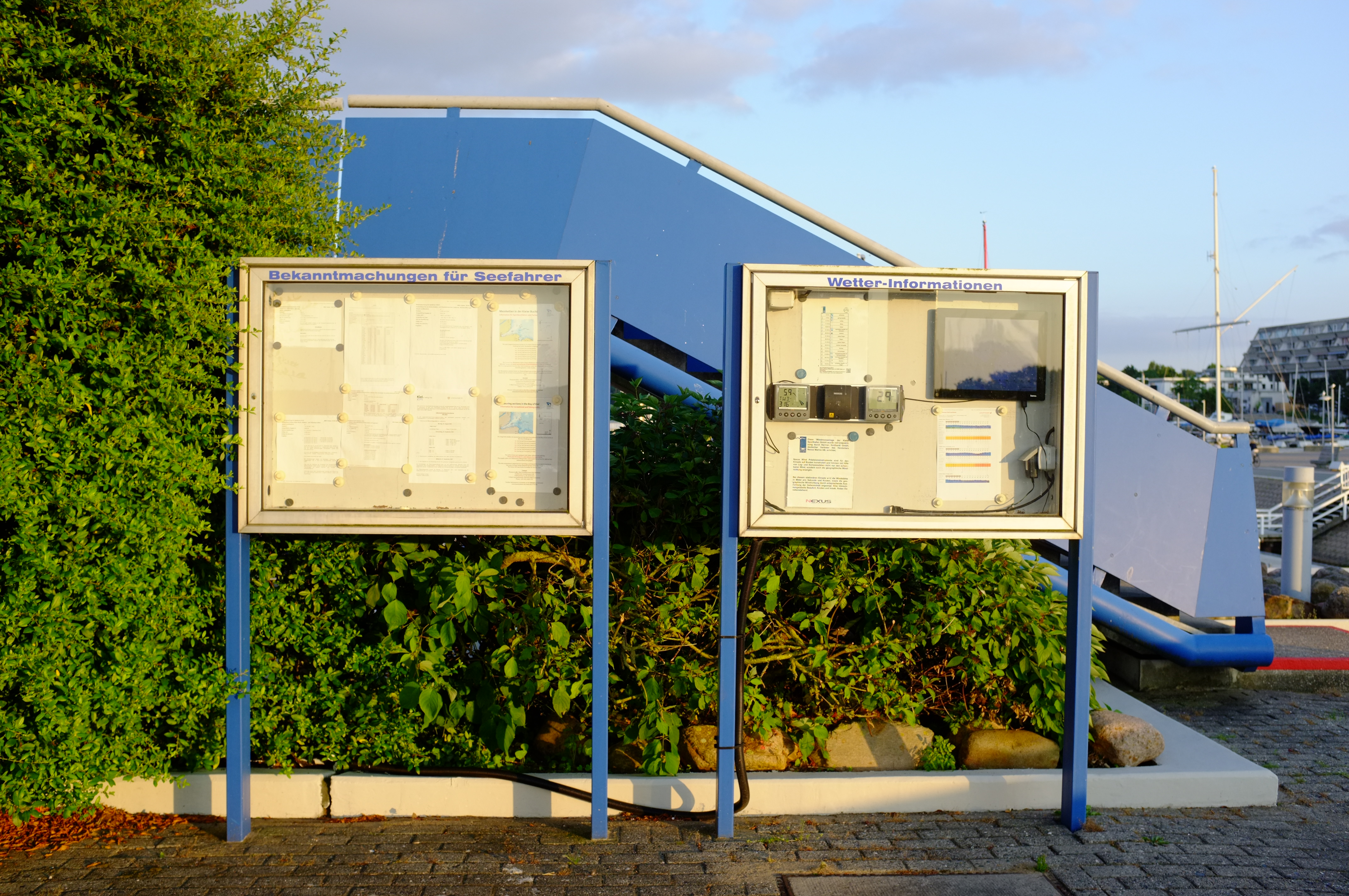
Schaukasten im Olympiazentrum Kiel-Schilksee

Bekanntmachungen für Seefahrer sind in Hafenstädten unter diesem Titel seit dem 19. Jahrhundert belegt, entweder als selbstständige Veröffentlichungen oder als Rubriken in Zeitungen oder beides. Später erfolgte die Veröffentlichung an verschiedenen Aushangstellen (zum Beispiel in Schaukästen an Schleusen oder Sperrwerken). Seit dem 1. Dezember 2003 werden sie auch im Internet veröffentlicht unter „www.elwis.de“. Zum 1. Januar 2019 wurden die Aushangstellen eingestellt, seither sind die BfS nur noch im Internet verfügbar.

## Grundlage für „Nachrichten für Seefahrer“
Die BfS dienen dem Bundesamt für Seeschifffahrt und Hydrographie (BSH) als eine Quelle zur Erstellung der wöchentlich erscheinenden „Nachrichten für Seefahrer“ (NfS). In den NfS werden wichtige langfristige Nachrichten für die Seeschifffahrt zur Korrektur der amtlichen Seekarten, Seebücher und Leuchtfeuerverzeichnissen veröffentlicht.